# مشیریه
مشیریه یا شهرک مشیریه یکی از محله‌های بزرگ و قدیمی تهران، واقع در جنوب‌شرقی تهران می‌باشد. این محله از شمال به سه راه افسریه (میدان بسیج)، از شمال‌غرب به بزرگراه آزادگان و بزرگراه بعثت، از غرب به بزرگراه امام علی، بوستان جنگلی توسکا و بوستان خلیج فارس (پامچال)، از جنوب‌غرب به بزرگراه امام علی و شهرک دولت‌آباد، از جنوب به کارخانه سیمان تهران و بزرگراه رستگار، از جنوب شرق به شهرک رضویه (کاروان) و از شرق به بزرگراه امام رضا (خیابان خاوران) و شهرک مسعودیه منتهی می‌شود.

## پیشینه تاریخی
مشیریه تحت مالکیت مشیرالسلطنه بوده است که همراه با محلهٔ رضویه (کاروان) ناحیهٔ ۴ منطقهٔ ۱۵ را شکل می‌دهند. در عین حال بنا بر مصاحبه‌هایی که با اعضای شورایاری و معتمدین  محلهٔ مشیریه صورت پذیرفت این افراد، مالک این محله را مشیرالدوله، یکی از درباریان و نزدیکان شاه (ناصرالدین شاه) و از ملاکین بزرگ، معرفی نمودند که نام او بر محله باقی‌مانده است.
آخرین مرزبندی مصوب این محله، مربوط به سال ۱۳۴۵ و از همان بدو شکل‌گیری محله بوده است. شخصی به نام امیر سلیمانی زمین‌دار بزرگ دوران پهلوی و اسدالله علم نیز به عنوان افراد مؤثر در شکل‌گیری این محله قابل ذکر خواهند بود. این دو نفر اولین واگذارکنندگان (فروشندگان) زمین‌های این محله بوده‌اند.

## آثار تاریخی و فرهنگی
- عمارت تاریخی امیر سلیمانی :قدمت عمارت تاریخی امیر سلیمانی به اواخر دوره قاجار و اوایل دوره پهلوی اول برمی‌گردد.

«امیر سلیمان» یکی از شاهزاده‌های قاجار یعنی فرزند «عضدالملک» رئیس ایل قاجار و قائم‌مقام احمد شاه قاجار بود. آن زمان امیر سلیمان عمارت خود را در باغی به وسعت ۱۰ هزارمترمربع در جنوب‌شرق تهران و نزدیک کوه بی‌بی شهربانو بنا کرد.
در این باغ انواع میوه‌ها، برنج و زعفران کاشته می‌شد و بعد از گذشت سال‌ها زمین‌های این فرد به چند مکان عمومی شامل بوستان پردیس بانوان، شهرک شهید بروجردی و پارک آبی تبدیل شد. البته در گذشته به این محدوده «سلیمانیه» می‌گفتند که آن هم برگرفته از نام امیرسلیمان بود. عمارت امیر سلیمانی با مصالحی چون آجر و خشت ساخته شده و نخستین تصویری که در بدو ورود به داخل عمارت نظرمان را جلب می‌کند، وجود حوضچه گرد و کوچک در شبستان عمارت است. صدای آبنمای آن در کل فضای داخلی عمارت پیچیده و گوش را نوازش می‌دهد.  در حال حاضر در تصاحب شهرداری است.

## فضای سبز
از فضاهای سبز این محله می‌توان به:
- بوستان پردیس بانوان
- بوستان خلیج فارس (پامچال)
- بوستان بزرگ آزادگان
- بوستان جنگلی توسکا
- بوستان بنفشه
- بوستان گلشن
- بوستان انارگل
- بوستان افرا
- بوستان عمار یاسر
- بوستان راش
- بوستان جویبار

اشاره کرد.

## مراکز تفریحی
از مراکز تفریحی این محله می‌توان به:
- پارک آبی آزادگان
- عمارت تاریخی امیر سلیمانی
- استخر شهدای تاکسیرانی (پامچال)
- شهربازی پامچال
- سینما پامچال (تئاتر)

اشاره کرد.